# Réseau en bus (informatique)
Ne doit pas être confondu avec Réseau de bus.
 (janvier 2016).
Si vous disposez d'ouvrages ou d'articles de référence ou si vous connaissez des sites web de qualité traitant du thème abordé ici, merci de compléter l'article en donnant les références utiles à sa vérifiabilité et en les liant à la section « Notes et références ».

Architecture réseau en bus

En informatique, un réseau en bus est une architecture de communication où la connexion des clients est assurée par un bus partagé par tous les utilisateurs au moyen d'arrêt de bus d'où le nom "réseau en bus".
Les réseaux en bus permettent de relier simplement de multiples clients, mais posent des problèmes de collision quand deux clients veulent transmettre des données au même moment sur le bus. Les systèmes qui utilisent une topologie en bus ont normalement un arbitre ou un système de départage qui gère l'accès en émission sur le bus. Le cas d'Ethernet aussi appelée IEEE 802.3, qui est basé sur une communication en bus initialement pour ses premières implémentations sur câble coaxial utilise la détection de collision et l'écoute de l'état du bus avant d’émettre appelée CSMA-CD.

## Topologie
Les réseaux en bus peuvent être connectés selon différentes topologies qui présentent chacune leurs avantages et leurs inconvénients. La topologie en bus est un cas particulier de topologie.

## Avantages et inconvénients des réseaux en bus

### Avantages
- Facile à mettre en œuvre et à étendre.
- Utilisable pour des réseaux temporaires (installation facile).
- Présente l'un des coûts de mise en réseau le plus bas.

### Inconvénients
- Longueur du câble et nombre de stations limités.
- Un câble coupé peut interrompre le réseau.
- Les coûts de maintenance peuvent être importants à long terme.
- Les performances se dégradent avec l'ajout de stations.
- Faible sécurité des données transitant sur le réseau (toutes les stations connectées au bus peuvent lire toutes les données transmises sur le bus).
- Elle est extrêmement vulnérable étant donné que si l'une des connexions est défectueuse, l'ensemble du réseau en est affecté.
- Il faut utiliser une terminaison pour les extrémités du bus dans le cas de câbles coaxiaux afin d'éviter la réflexion des signaux (adaptateur d'impédance, surnommé « bouchon »).